# Шумилов Михайло Степанович
Миха́йло Степа́нович Шуми́лов (17 листопада 1895, село Верхня Теча Шадринського повіту Пермської губернії, тепер Катайського району Курганської області, Російська Федерація — 28 червня 1975, місто Москва) — радянський військовий діяч, генерал-полковник. Герой Радянського Союзу (26.10.1943). Депутат Верховної Ради СРСР 3-го і 4-го скликань (1950—1958). Депутат Верховної Ради УРСР 2-го скликання.

## Біографія
Народився в родині селянина. З відзнакою закінчив сільську школу, в результаті чого отримав земську стипендію для вступу в учительську семінарію.
У 1916 році був призваний до лав російської імператорської армії, після чого був направлений на навчання в Чугуївське військове училище. Після закінчення військового училища у 1917 році в чині прапорщика був направлений на посаду молодшого офіцера Кременчуцького піхотного полку, у складі якого з березня 1917 року брав участь у бойових діях на Західному фронті під час Першої світової війни.
У кінці 1917 року вступив у загін Червоної гвардії, а у квітні 1918 року добровольцем був призваний до лав РСЧА.
У 1918 році вступив до лав РКП(б).
Брав участь у бойових діях на Східному і Південному фронтах. У складі 4-го Уральського стрілецького полку, сформованого в Шадринську, служив на посадах командира взводу, роти, полку. У 1919 році був призначений на посаду командира 85-ї особливої стрілецької бригади, разом з якою форсував Сиваш і штурмував Перекоп. Воював проти військ Махна в Україні. Після закінчення громадянської війни продовжив служити в армії на посаді командира батальйону.
Після закінчення курсів старшого і вищого командно-політичного складу у 1924 році був призначений на посаду начальника штабу стрілецького полку, а після закінчення курсів удосконалення командного складу «Постріл» в 1929 році був призначений на посаду командира і воєнкома стрілецького полку, у 1933 році — на посаду начальника штабу стрілецької дивізії, а в 1937 році — на посаду командира стрілецької дивізії.
Перебуваючи на посаді радника при командувачі групи армій Центрально-Південної зони, брав участь у бойових діях під час громадянської війни в Іспанії.
У квітні 1938 року був призначений на посаду командира 11-го стрілецького корпусу, дислокованого в Білоруському військовому окрузі, після чого брав участь у вересні 1939 року в захопленні Західної Білорусі, а потім у радянсько-фінській війні. У липні 1940 року 11-й стрілецький корпус був включений до складу Прибалтійського військового округу.
З початком німецько-радянської війни корпус під командуванням Шумилова брав участь в оборонній операції в Прибалтиці. Невдовзі корпус відступив до Чудського озера і Нарвського шосе. У серпні 1941 року був призначений на посаду заступника командувача 55-ї армії у складі Ленінградського фронту, однак у листопаді того ж року був відкликаний у Москву і перебував у розпорядженні Головного управління кадрів Народного комісаріату оборони.
У січні 1942 року був призначений на посаду заступника командувача 21-ї армії у складі Південно-Західного фронту, після чого брав участь у бойових діях літа 1942 року на харківському напрямку і на Дону. У серпні 1942 року був призначений на посаду командувача 64-ї армії, яка воювала на Сталінградському фронті. 31 січня 1943 року керував допитом генерала-фельдмаршала Фрідріха Паулюса, взятого в полон 64-ю армією під Сталінградом. 16 квітня 1943 року 64-а армія була перетворена у 7-у гвардійську.
23 серпня 1943 року зі сходу у місто Харків з боями вступили частини 7-ї гвардійської армії генерала Шумилова і разом з частинами 69-ї армії генерала Крючонкіна (на півночі), 53-ї армії генерала Манагарова, 5-ї гвардійської танкової армії генерала Ротмістрова (на заході) вибили німецькі війська з міста і захопили 23 серпня 1943 року Харків.
Указом Президії Верховної Ради СРСР від 26 жовтня 1943 року за вміле керівництво військовими з'єднаннями під час форсування Дніпра і проявлені при цьому мужність і героїзм гвардії генерал-полковнику Михайлу Степановичу Шумилову присвоєно звання Героя Радянського Союзу з врученням ордена Леніна і медалі «Золота Зірка».
Після закінчення війни продовжував командувати 7-ю гвардійською армією. У червні 1946 — лютому 1947 року — командувач 13-ї загальновійськової армії Прикарпатського військового округу.
У 1947 році був направлений на навчання на Вищі академічні курси при Вищій військовій академії імені Ворошилова, після закінчення яких у квітні 1948 року був призначений на посаду командувача Біломорського військового округу.
У травні 1949 — жовтні 1955 року — командувач Воронезького військового округу.
У 1956 році вийшов у відставку, проте в квітні 1958 року був повторно призваний до лав Радянської армії і призначений на посаду військового консультанта Групи генеральних інспекторів Міністерства оборони СРСР.
Помер 28 червня 1975 року в Москві. Похований на Мамаєвому кургані у Волгограді.

## Військові звання
- комбриг (15.06.1937)
- комдив (4.11.1939)
- генерал-майор (4.06.1940)
- генерал-лейтенант (31.12.1942)
- генерал-полковник (20.10.1943)

## Нагороди
- Герой Радянського Союзу (26.10.1943)
- три ордени Леніна
- чотири ордени Червоного Прапора
- два ордени Суворова 1-го ступеня
- орден Кутузова 1-го ступеня
- орден Червоної Зірки
- орден «За службу Батьківщині у Збройних Силах СРСР» 3-го ступеня
- медалі
- почесний Лицар-командор ордена Британської імперії
- Почесний громадянин Волгограда (4 травня 1970 року), Бєльців (23 лютого 1966 року), Бєлгорода (1 серпня 1963 року), Братислави, Шебекіно, села Верхтеченского та ін.